# Gisenga (vattendrag i Burundi, Cankuzo)
Gisenga är ett vattendrag i Burundi.   Det ligger i provinsen Cankuzo, i den östra delen av landet, 140 kilometer öster om huvudstaden Bujumbura.
Omgivningarna runt Gisenga är en mosaik av jordbruksmark och naturlig växtlighet. Runt Gisenga är det ganska tätbefolkat, med 67 invånare per kvadratkilometer.